# Тульская духовная семинария
Ту́льская духо́вная семина́рия — высшее учебное заведение Тульской епархии Русской православной церкви, готовящее церковно- и священнослужителей.

## История
Тульская семинария появилась вслед за учреждением Тульской епархии. В пункте 15 Высочайше утверждённого 16 октября 1799 года доклада Святейшего Синода от 27 сентября было сказано, что сумма, положенная на (бывшую) Коломенскую семинарию, «переводится ныне же на Тульскую, какая и должна быть учреждена по переводе епархий». Перевод семинарии — то есть прибытие в Тулу бывшего епископа Коломенского со штатом — состоялся в начале февраля 1800 года.
Для первоначального помещения семинаристов, по разрешению преосвященнейшего Мефодия, был нанят деревянный дом в Павшинской улице и занят каменный казённый дом на Посольской улице. Здесь в 1800 году открыто преподавание богословии, философии и риторики. Первыми учениками являлись переведённые воспитанники коломенской семинарии, под руководством первого тульского префекта, кафедрального протоирея Василия Михайловича Протопопова. Вскоре, Мефодий озаботился настоящим помещением для семинарии, для чего по разрешению высшего начальства, Тульский губернатор Николай Петрович Иванов уступил семинарии третий корпус присутственных мест, построенный в 1777 году. Здесь в 1801 году были открыты классы первой тульской семинарии. В первом помещении, приспособленном из неоконченного губернаторского дома на Киевской улице, семинария существовала до 1821 года. При первом ректоре архимандрите Галактионе (с 1801—1807) преподавали коломенские профессора: сказанный префект семинарии Протопопов (по 1809), старо-никитский протоиерей Иван Сергеевич Покровский (с 1810—1820), был вторым префектом учебного заведения. Второй кафедральный протоиерей Уар Сергеевич Ненарокомов, известный латинист. Кафедру риторики возглавлял профессор Александр Филиппович Баженов. В 1814 году последовало высочайшее повеление о новом преобразовании духовных училищ: академии получили в богословских науках докторов, магистров и кандидатов (старших и младших). В семинарии назначены курсы наук, утверждённые комиссией духовных училищ и воспитанников по окончании курса повелено по итогам экзамена распределять на три разряда. Первому разряду предоставлено звание студента и право на младший классный чин. В этом же году из С-Петербурга пребывают новые профессоры: Козьма Максимович Органов и Иван Григорьевич Базаров, которые начали по проекту новый основной курс учения. По посвящению их в духовное звание они были первыми магистрами в Туле. В 1820 году в семинарию прибыл третий ректор архимандрит и магистр — Моисей, воспитанник семинарии. При них в 1822 году семинария переведена в новое каменное здание, выстроенное на бывшем владении купца Герасима Сушкина, находящемся меж Воронежскою улицею и Подьяческою слободою. Прежний же корпус предоставлен для духовного уездного училища. При Моисее прибыли из московской духовной академии для преподавания наук, бывшие воспитанники семинарии, Михаил Петрович Мерцалов и Василий Иванович Краснопевцев. В 1839 году все высшие науки богословия и философии стали преподавать вместо латинского на русском языке и кафедра философии значительно сократилась. В 1850 году Тульская семинария имела до 800 воспитанников, разделяющихся по предметам науки на три отделения: высшее — богословское, среднее — философское и низшее — риторическое, куда поступали ученики окончившие курс в уездных духовных училищах. В каждом отделении курс учений составлял по два года и по окончании курса ученики по экзамену переводились из риторического в философское, а из философского в богословское отделения. Число выпускаемых учеников бывает неопределённым: от 120 до 150 человек, в числе коих от 20 до 35 получают степень студента. На содержание семинарии выделялось до 20-ти тысяч рублей серебром. Большинство семинаристов (до 700 человек) жили на частных квартирах и приходили только на лекции в классы.
После революционных событий 1917 года помещения духовных учебных заведений были конфискованы. Не имея ни правовой, ни финансовой базы, лишившись помещений, Тульская духовная семинария была закрыта в начале 1918 года.
7 марта 2000 года решением Священного Синода Духовно-пастырские курсы при Тульском епархиальном управлении были преобразованы в Тульское духовное училище с трехгодичным сроком обучения. 6 октября 2001 года постановлением Священного Синода Тульское духовное училище было реорганизовано в духовную семинарию с пятилетним сроком обучения. В 2004 году состоялся первый выпуск
В 2006 году был вновь открыт Троицкий храм, закрытый вместе с семинарией в 1918 году.
28 декабря 2018 года Священный Синод поставил на вид епархиальному архиерею «неудовлетворительное состояние Тульской духовной семинарии».
18 декабря 2023 года Федеральная служба по надзору в сфере образования и науки аккредитовала Тульскую духовную семинарию в отношении уровня высшего образования бакалавриат по направлению «Теология». 29 ноября 2024 года Рособрнадзор предоставил Тульской духовной семинарии право, в соответствии с которым семинария может осуществлять образовательную деятельность по программам дополнительного профессионального образования (программам профессиональной переподготовки, программам повышения квалификации).

## Ректоры
- Галактион (Пономарёв) (1801)
- Киприан (Никитин) (14 января 1807—1814)
- Моисей (Сахаров) (1820—1825)
- Павел (Моркович) (1825) скончался, не доехав до Тулы
- Агапит (Вознесенский) (1826—1829)
- Стефан (Зелятров) (1829—1833)
- Варлаам (Успенский) (17 января 1833—1834)
- Никон (Щеглов) (1834—1843)
- Анастасий (Лавров) (1843—1850)
- Никандр (Покровский) (1 мая 1850—1859)
- Андрей (Поспелов) (11 августа 1859—1868)
- Романов, Александр Иванович (1868—1895)
- Филарет (Никольский) (1895—1898)
- Феодосий (Феодосьев) (1898—1903)
- Георгий (Ярошевский) (1903—1906)
- Алексий (Симанский) (16 сентября 1906 — 6 октября 1911)
- Корнилий (Соболев) (1 ноября 1911 — 25 августа 1917)
- Павлушков, Пётр Иванович (25 ноября 1917 — начало 1918)
- Кирилл (Наконечный) (6 октября 2001 — 26 декабря 2002)
- Алексий (Кутепов) (26 декабря 2002 — 4 апреля 2019)
- Евфимий (Моисеев) (4 апреля 2019 — 29 декабря 2021)
- Алексий (Кутепов) (29 декабря 2021 — 24 марта 2022), и. о.
- Махно, Лев Львович (с 24 марта 2022)

## Известные выпускники
- Михаил Владимирский-Буданов — историк;
- Разумник Гонорский — русский поэт, филолог, журналист;
- Матвей Глаголев — военврач, доктор медицины;
- Павел Мощанский — тульский краевед и учитель;
- Иван Сахаров — этнограф-фольклорист, археолог и палеограф
- Михаил Руднев — патологоанатом;
- Николай Троицкий — историк и краевед;
- Агафангел (Преображенский) — митрополит Ярославский и Ростовский;
- Евгений (Мерцалов) — епископ Олонецкий.